# 増島綾子
増島綾子（ますじま りょうこ、1989年4月2日 - ）は、2000年代後半に活動した日本のタレント、ファッションモデル、女優。東京都出身。活動当時はヤザ・パパ所属。血液型B型、巳年、身長157cm。主な出演作品にテレビドラマ『野ブタ。をプロデュース』がある。

## 来歴
東京都府中市在住。三人姉妹の長女。
府中市立府中第八小学校、府中市立府中第九中学校、堀越高等学校卒業（同級生に黒川智花、垣内彩未、小林涼子、上脇結友がいた）。青山学院大学に進学するものの看護師になるために中退し、都内の看護を勉強できる学校に転校した。その後は主だった芸能活動はしていない。
2008年高校3年生の時、『プチ・キャラット声優オーディション』の最終公開審査に選出されている。

## 出演作品
ドラマ
- 野ブタ。をプロデュース（2005年、日本テレビ）

映画
- ghost dance ゴースト・ダンス（2006年、監督:山口円）白川・娘役

舞台
- カンコンキンシアター22『クドい! 最初に二足歩行をしたのは誰だ!!』（2008年8月8日 - 8月17日 新宿・シアターアプル（当時））